# Lucius Dunius Severus
Lucius Dunius Severus war ein im 1. Jahrhundert n. Chr. lebender römischer Politiker.
Durch Münzen ist belegt, dass Severus während der Regierungszeit von Claudius (41–54) Statthalter in einer unbekannten griechischen Provinz war. Wahrscheinlich war er Statthalter (Proconsul) in der Provinz Bithynia et Pontus.